# 高端疫苗生物製劑
高端生物製劑股份有限公司（英語：Medigen Vaccine Biologics Corporation，MVC）前身為基亞生物製劑股份有限公司，並成立2012年10月，主要業務為生產各式生物製劑。2017年更名為高端疫苗生物製劑股份有限公司。位於新竹生醫園區的竹北廠為全亞洲第一家通過國際醫藥品稽查協約組織（PIC/S）GMP規範的細胞培養工廠。
該公司目前的產品研發方向包含疫苗及生物相似藥生產。

## 歷史
2012年10月22日，基亞生物科技轉投資成立子公司「基亞疫苗生物製劑股份有限公司」。2014年7月，基亞生技因新藥PI-88（Muparfostat）三期試驗解盲失敗，市值蒸發了八成，該事件也對台灣其他生技股造成連帶影響，股價遭到重創。事件後的一年，基亞疫苗的股票登錄興櫃，2017年6月7日改名「高端疫苗生物製劑股份有限公司」，2018年4月17日股票成功上櫃買賣。

## 產品

### 主力產品
目前高端的主力產品有腸病毒71型疫苗及登革熱疫苗。

### 已完成第三期試驗的疫苗產品
另外，腸病毒71型疫苗（灭活疫苗）則已完成第三期試驗，有效性統計理論值達96.8%。
高端疫苗（6547）今天表示，由高端研發的腸病毒EV71型疫苗第三期多國多中心臨床數據，已由全球四大醫學期刊之一的《刺胳針》（The Lancet，Impact Factor: 79.321）完成審查發表，並獲得Lancet專家撰文推薦。
高端此項腸病毒71型疫苗第三期試驗，為全球同型疫苗中首先採取多國多中心（MRCT）跨國執行、並涵蓋至2~6個月低齡嬰幼兒的試驗。試驗數據顯示疫苗安全耐受性優異，並取得真實世界（real-world）疫苗效力數據達100%、統計回歸分析效力理論值高達96.8%的優異成果。
高端指出，此篇刊載於Lancet的論文，由越南巴斯德研究所Trong Toan Nguyen醫師（越南總主持人）擔任第一作者，共同通訊作者則是由台大兒童醫院院長黃立民醫師（台灣總主持人），以及公司醫學事務處長戴伊晨醫師（腸病毒疫苗開發專案負責人）協力擔當。
高端感謝國際醫學權威期刊《刺胳針》（The Lancet）的審查刊登，以及Lancet提供外部專家的特別撰文推（https://doi.org/10.1016/S0140-6736（22）00380-4），推薦引文中也特別強調了2~6個月低齡嬰幼兒預防的重要性、與追加免疫施打的效益。
高端腸病毒71型疫苗三期臨床試驗（NCT03865238）為隨機、雙盲、安慰劑對照的多國多中心三期臨床試驗，用以評估疫苗的臨床效力、免疫生成性、安全性、交叉保護力等。此項試驗於2019年4月啟動，並於2021年6月完成期末解盲分析。試驗共計收納3,663位2個月~6歲嬰幼兒受試者，以1:1比例隨機分配，間隔56天接種2劑疫苗或安慰劑，且針對2個月~未滿2歲之低齡嬰幼兒，在第366天進行追加免疫劑接種。
第三期期末分析顯示，安全性與耐受性良好；受試者年齡層涵蓋2個月~6歲的嬰幼兒，其中2個月~6個月大的嬰兒受試者收案數占25%，藉由疫苗組與鋁鹽安慰劑對照組進行比對，即使在極低年齡層，安全性與耐受性依然良好，並無顯著差異，且幾乎所有的不良事件都為輕度反應。
國產高端疫苗（6547）於今（3）日指出，旗下新冠肺炎疫苗於巴拉圭進行的第三期臨床試驗，主要是將受試者分為「曾感染過新冠病毒的血清陽性（seropositive）組」及「未曾感染過的血清陰性（seronegative）組」以上2個類別，再分別於巴拉圭亞松森大學當地實驗室、及台灣中研院P3實驗室與中心實驗室（central lab）進行受試者血液檢體的抗體比對分析。
高端透露，亞松森大學研究數據得出3項成果，首先第1項為：在血清陽性（seropositive）受試者中，高端組的血清轉化率（SCR，施打疫苗後產生抗體的受試者比例）為98.6%，對照組AZ的SCR則為90.0%。中和抗體比值（GMT ratio，產生可中和病毒毒性的抗體之倍率比值）高端組為AZ組的1.7倍。

其次第2項為：在血清陰性（seronegative）受試者中，高端組的血清轉化率（SCR）達100%，對照組AZ的SCR則為94.9%。中和抗體比值（GMT ratio）高端組為AZ組的4.8倍。最後第3項：團隊得出其在安全性追蹤上，高端組的不良反應遠低於AZ組。
最後，高端指出，綜合安全性及血清學指標數據，顯示出該新冠疫苗優異的耐受性及安全性，且不論是曾感染過新冠病毒的血清陽性受試者或未感染過的血清陰性受試者，高端對比AZ疫苗皆達到「優越性（superiority）」基準。此外，亞松森大學團隊已在當地說明會中分享巴國實驗室分析成果；後續高端將以國內實驗室數據為主體，完成巴拉圭第三期臨床試驗報告（CSR）之撰寫。

### 研發中的疫苗產品
2020年年初，2019冠狀病毒病在全球爆发，高端於是投入2019冠狀病毒病疫苗的開發，使用由美國國家衛生研究院（NIH NIAID）和德州大學奧斯汀分校共同開發的S-2P抗原（病毒蛋白质亚基），佐劑部分使用美國Dynavax公司新型佐劑。
目前高端研發中的疫苗品項包含嚴重特殊傳染性肺炎（COVID-19）疫苗。其中COVID-19疫苗目前尚未完成第三期試驗（已完成巴拉圭三期實驗）。
2021年6月10日台灣時間下午，高端宣布二期臨床試驗說明，擬以「免疫橋接」（immune-bridging）方式佐證療效，送中華民國衛生福利部食藥署申請緊急使用授權（EUA）。然而，美國食品藥物管理局致函審查EUA的財團法人醫藥品查驗中心，認為「免疫橋接的科學地位尚未定」。
2021年7月18日，該疫苗取得衛福部食藥署的緊急使用授權，核准專案製造。
2021年8月23日，臺灣嚴重特殊傳染性肺炎疫苗接種計畫採用該疫苗及正式開始施打。
2021年10月3日，紐西蘭政府宣布新規定，自11月1日起，17歲以上外籍旅客必須完整接種22種COVID-19疫苗的其中一種疫苗才能入境，當中包括高端疫苗。
2022年1月25日，鑑於國際間不斷出現嚴重特殊傳染性肺炎（COVID-19）變異株，高端向食藥署申請人體試驗許可，展開以Beta株為基礎的次世代候選疫苗後續研究。該疫苗能有效中和Alpha、Beta、Gamma、Delta及Omicron等高關注變異株。食藥署今（3）日晚間公布高端補件審查結果，專家會議一致決議，認同高端新冠肺炎疫苗符合疫苗保護效益，與會專家出席15人，主席不參與投票，14人同意，0人不同意。
食藥署於去（110）年7月30日依據《藥事法》第48條之2，有條件核准高端疫苗專案製造，另要求於專案核准期間，須每月提供安全性監測報告，並於核准後一年內檢送疫苗保護效益（effectiveness）報告。
食藥署指出，高端公司於今（111）年7月27日檢送疫苗保護效益報告，經過專家會議審查，建議補充提供針對年長者、重症、死亡保護力資訊，高端也已於10月28日完成補件，食藥署今再次召開專家會議審議。
食藥署解釋，經分析18至64歲國人接種各廠牌疫苗組合中重症及死亡情形，顯示接種高端疫苗的國人，相較於接種AZ、BNT、莫德納疫苗或其他混打組合，其對於預防中重症、死亡的保護效益相近，又相比未接種疫苗者，亦均有達到預防中重症及死亡的保護能力。
另外，食藥署也透露，高端疫苗在65歲以上的年長者族群，亦可觀察到相同的保護效益結果，基於真實世界接種結果的實證資料，可佐證高端疫苗具有保護效益，與會專家出席15人，主席不參與投票，14人同意，0人不同意，專家會議一致決議認同高端新冠肺炎疫苗符合疫苗保護效益。

## 外部連結
- 高端疫苗生物製劑官網 （页面存档备份，存于）